# ميخائيل كيربي (محامي)
ميخائيل كيربي (بالإنجليزية: Michael Kirby)‏ هو مستشار حقوقي ‏ وقاضي ومحام بالقضاء العالي ومحامي أسترالي، ولد في 18 مارس 1939 في سيدني في أستراليا.

## وصلات خارجية
- الموقع الرسمي